# 평산동 (양산시)
평산동(平山洞)은 대한민국 경상남도 양산시(웅상출장소)의 동이다. 면적은 10.69km2이고, 인구는 2016년 2월 29일을 기준으로 12,160세대 31,976명이다.

## 지명유래
이 지역의 지대가 매우 평평하여 평산(平山)이라 하였다. 아리골·아리곡이라고도 한다.

## 역사
- 2007년 4월 1일 웅상읍이 4개 행정동으로 분동되면서 평산동이 설치되었다.
- 2013년 6월 29일 주민센터 (현 행정복지센터)를 현재위치로 이전하였다.

## 아파트
| 단지명                  | 건설사       | 시행사                            | 주소       | 입주        | 비고 |
| ----------------------- | ------------ | --------------------------------- | ---------- | ----------- | ---- |
| 양산자이 파크팰리체     | 지에스건설㈜ | 한국투자부동산신탁㈜ ㈜가선디앤씨 |            |             |      |
| 덕계 1차 동일스위트     | ㈜동일       | ㈜동일                            |            | 2001년 10월 |      |
| 천성산 한일유앤아이     | 한일건설㈜   | ㈜두경홈테크                      | 평산로 116 | 2008년 6월  |      |
| 양산 삼성명가타운 1단지 | 삼성중공업   | ㈜메이저이앤씨                    |            | 2002년 11월 |      |
| 양산 삼성명가타운 2단지 | 삼성중공업   | ㈜메이저이앤씨                    |            | 2002년 11월 |      |
| 평산 코아루             | ㈜투어스건설 | 한국토지신탁                      |            | 2008년 4월  |      |
| 양산 한신더휴           | 한신공영     | ㈜이안디벨로프                    |            |             |      |

## 교육
- 평산초등학교
- 천성초등학교
- 신명초등학교
- 웅상중학교
- 웅상여자중학교
- 웅상고등학교